# Presa de Miranda
El embalse, la central y la presa de Miranda (también conocidos como salto de Miranda) son una obra de ingeniería hidroeléctrica construida en el curso medio del río Duero. Está situada justamente al lado de la localidad de Miranda de Duero, en el distrito de Braganza, Portugal.
Se sitúa en el tramo conocido como arribes del Duero, una profunda depresión geográfica que sirve de frontera entre España y Portugal.
La presa de Miranda crea un pequeño embalse a lo largo de 14 km, con una capacidad máxima al nivel máximo normal de funcionamiento, cota 528,05 m, de 28 hm³, de los cuales solo pueden turbinarse unos 6,4 hm³ en funcionamiento normal.

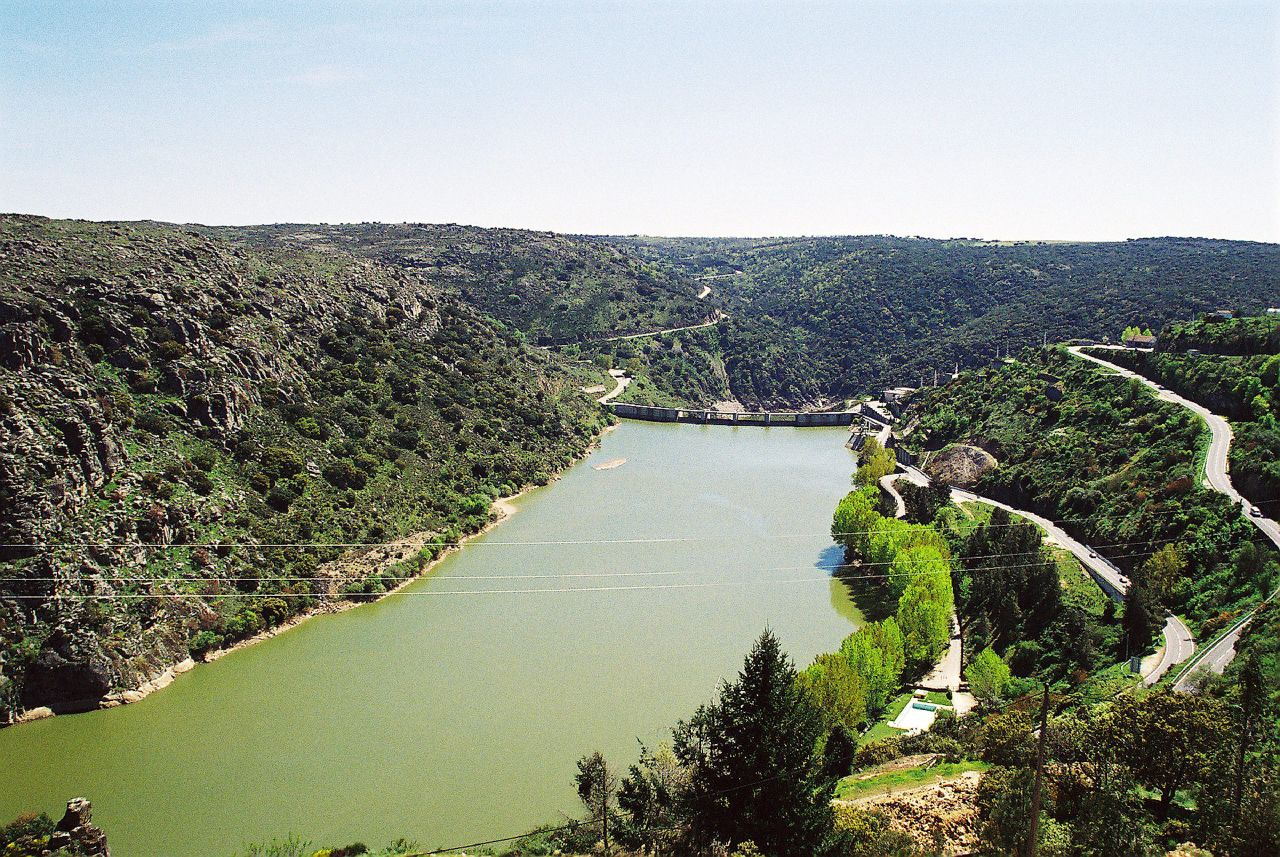
Detalle del embalse

Básicamente, el proyecto consiste en una presa, equipada en su parte central con un aliviadero de avenidas, una planta subterránea, un edificio de mando y descarga y una subestación ubicada en la margen derecha.
La presa, con una altura máxima de 80 m sobre la cimentación, es de tipo contrafuerte y está equipada en su parte central con 4 vanos con compuertas de segmento, que en conjunto descargan un máximo de 11 000 m³/s.
Cuando se diseñó inicialmente este proyecto, existía un vertedero auxiliar de superficie en la margen derecha junto a la presa, que actualmente está desactivado, ya que la galería que utilizaba forma parte del Circuito Hidráulico del Grupo 4.
Energías de Portugal vendió la presa a un consorcio francés en diciembre de 2019.